# Nhà Great Weigh
Ngôi nhà Great Weigh (tiếng Ba Lan: Wielka Waga Miejska) là một tòa nhà nổi bật tồn tại trên quảng trường chính của Kraków, Ba Lan. Nó nằm ở giữa Hội trường Vải (Sukiennice) và Nhà thờ Thánh Adalbert ở phía đông. Bên cạnh đó là Ngôi nhà Small Weigh.

## Lịch sử
Wielka Waga là một tòa nhà công cộng, trong đó giao dịch hàng hóa được vận chuyển đến Kraków đã được cân nhắc. Khi hoạt động chính thức, sự kiểm soát công khai đối với trọng lượng hàng hóa là rất quan trọng, nó được điều hành bởi chính quyền địa phương, những người sẽ dựa trên trọng lượng hàng hóa cho việc đánh thuế đối với hàng hóa bán trong thành phố và vận chuyển xa hơn.
Nhiều khả năng, Ngôi nhà Great Weigh ban đầu là một tòa nhà bằng gỗ. Nó được đề cập lần đầu tiên vào năm 1302. Đến nửa sau thế kỷ 14, nó được xây dựng lại dưới dạng cấu trúc gạch. Tuy nhiên, tầm quan trọng và vai trò của ngôi nhà cân đã giảm dần vào thế kỷ 17 và 18. Cấu trúc đã bị phá hủy vào năm 1868 hoặc rất có thể là vào năm 1875.
Nền móng của những ngôi nhà nặng được khai quật vào đầu thế kỷ 21 và được đưa vào một bảo tàng dưới lòng đất.